# 冲锋队体育奖章

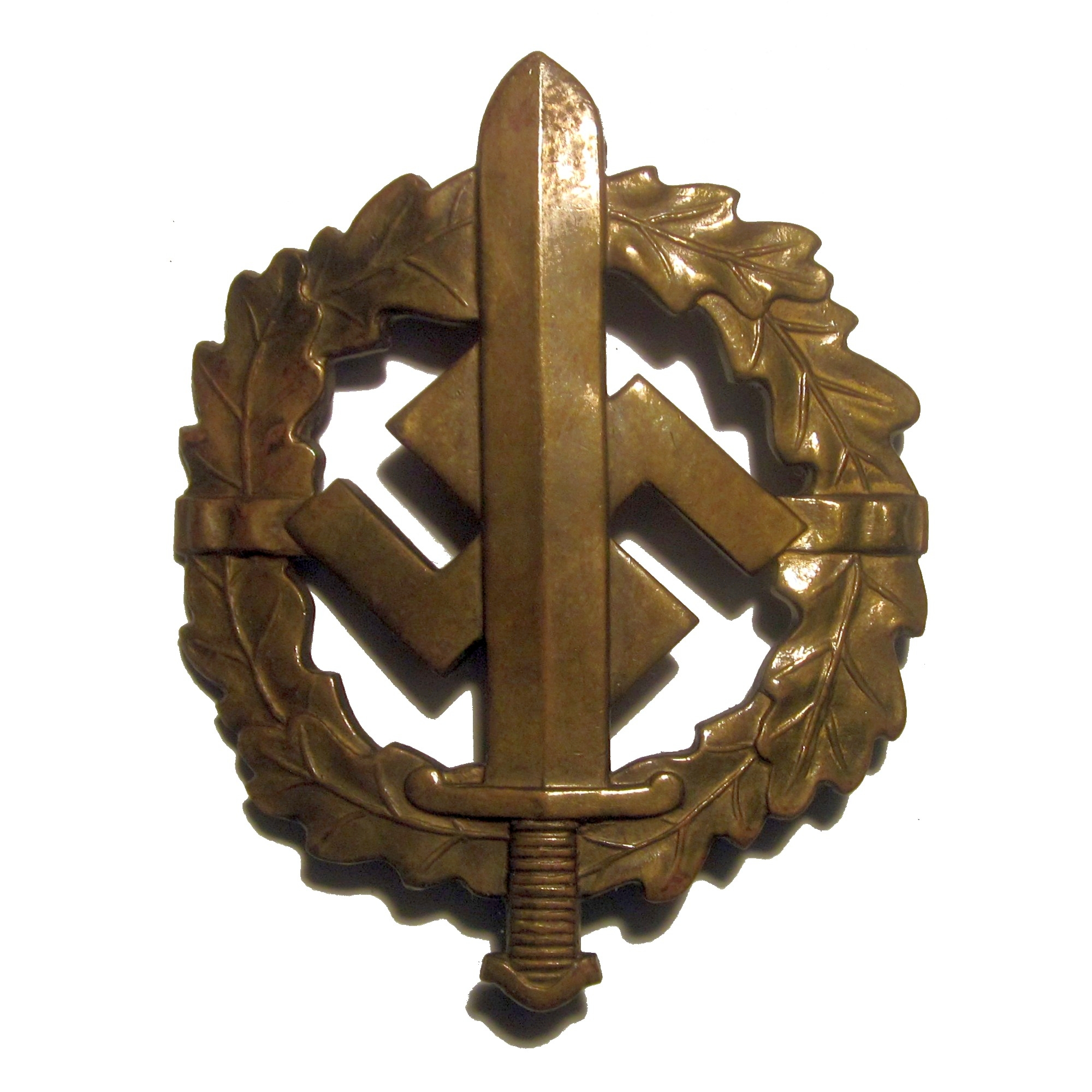
冲锋队体育奖章

冲锋队体育奖章（德語：SA-Sportabzeichen）是納粹德國设立的一项荣誉，1933-1945年间頒發。纳粹当局曾大量颁发德意志体育奖章。奖章正中是一把长57毫米的罗马阔剑，压在其下的是一枚卐字徽，周围环绕着橡叶花环。奖章背面是一根别针；另外该奖章还存在布质版本。 1933年11月28日，时任冲锋队幕僚长恩斯特·罗姆下令设立冲锋队体育奖章。